# Sânmartin (Harghita)
Sânmartin, alte Schreibweise Sînmartin [sɨnˈmartin] (veraltet Ciuc Sânmartin; ungarisch Csíkszentmárton), ist eine Gemeinde im Kreis Harghita in der Region Siebenbürgen in Rumänien.
Der Ort Sânmartin ist auch unter den rumänisch veralteten Bezeichnungen Cic-Sîn-Mărtin und Sânmărtin und der ungarischen Bezeichnung Szentmárton bekannt.

## Geographische Lage

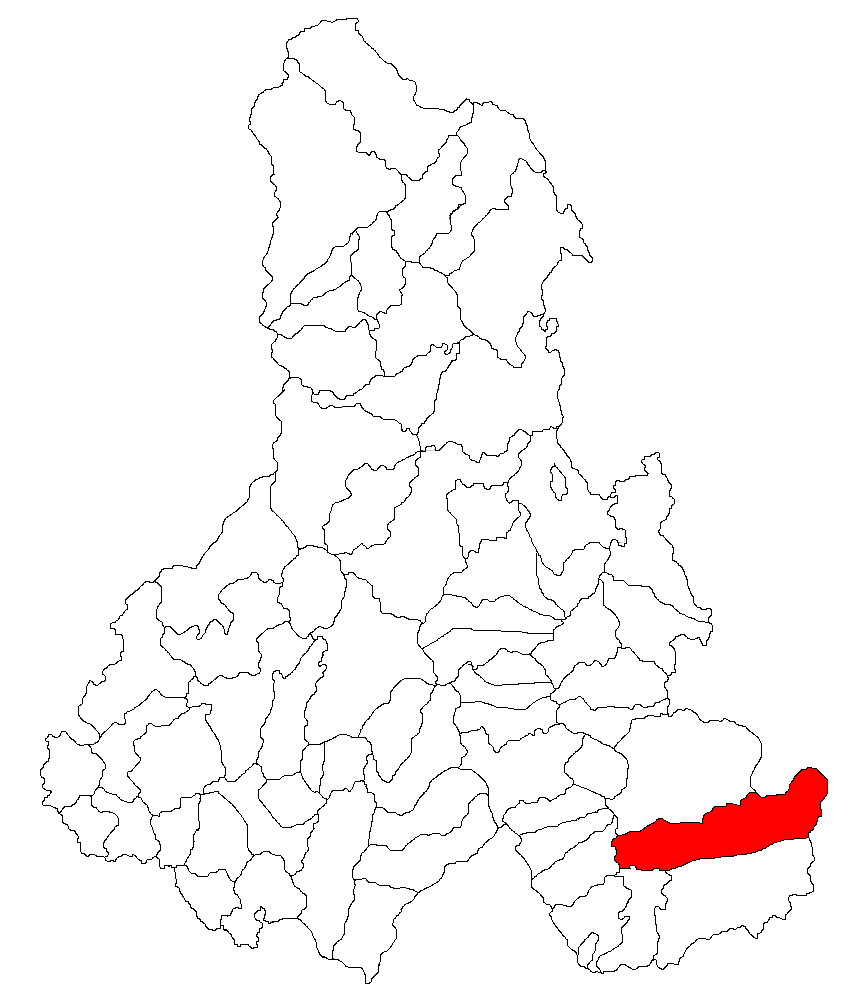
Lage der Gemeinde Sânmartin im Kreis Harghita

Die Gemeinde Sânmartin liegt östlich Nordsiebenbürgens in den Südwestausläufern des Ciucului-Gebirges, eines Teilgebirges der Ostkarpaten, in der historischen Region Szeklerland. Am gleichnamigen Bach und dem Drum național 12 liegt der Ort Sânmartin, 16 Kilometer südöstlich von der Kreishauptstadt Miercurea Ciuc (Szeklerburg) entfernt.
Auf dem Areal der Gemeinde sind über zehn Mineralwasserquellen verzeichnet. Etwa 26,5 % der Gemeindefläche werden hauptsächlich Kartoffeln und Zuckerrüben angepflanzt.
Der nächstgelegene Bahnhof von der Gemeinde entfernt, befindet sich fünf Kilometer östlich in Sânsimion an der Bahnstrecke von Sfântu Gheorghe nach Adjud.

## Geschichte

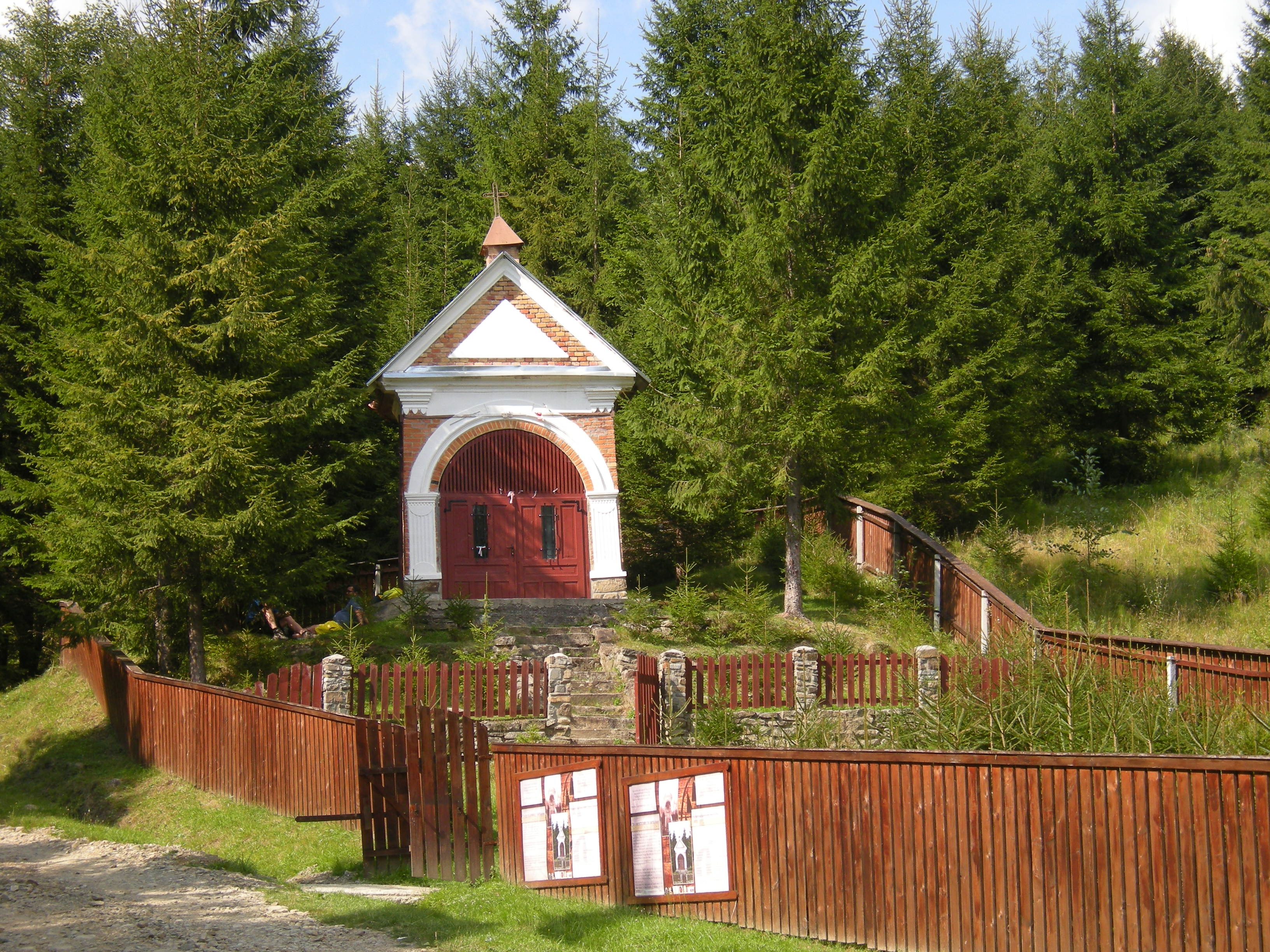
Militär Kapelle bei Valea Uzului

Der mehrheitlich von Szeklern bewohnte Ort Sânmartin wurde 1333 erstmals urkundlich erwähnt.
Auf dem Areal des Gemeindezentrums wurde nach archäologischen Funden eine Besiedlung der Bronzezeit zugeordnet und in Richtung Uz-Pass eine Erdenburg, welche noch keinem Zeitalter zugeordnet wurde. Auf dem Areal des eingemeindeten Dorfes Ciucani (ungarisch Csíkcsekefalva) sind bei von den Einheimischen genannten Borvizkert Funde einer Besiedlung in die Hallstattzeit vermerkt.
Ein interethnischer Konflikt zwischen Ungarn und Rumänen führte im März 1990 zum Tod von fünf Menschen (zwei Rumänen und drei Ungarn) und fast 300 Verletzten. Als im Juni des gleichen Jahres der Bürgermeister der Kleinstadt Dărmănești im Kreis Bacău aufgrund fragwürdiger Dokumente einseitig vorging, kam erneut ein ungelöster Grenzstreit zwischen den beiden Orten auf.
Die Gemeinde Sânmartin wurde 2002 durch die Loslösung der aktuellen südlich gelegenen Nachbargemeinde Cozmeni neu gegründet.

## Bevölkerung
Die Bevölkerung in der heutigen Gemeinde Sânmartin entwickelte sich wie folgt:
| Volkszählung | Volkszählung | Ethnische Zusammensetzung | Ethnische Zusammensetzung | Ethnische Zusammensetzung | Ethnische Zusammensetzung |
| Jahr         | Bevölkerung  | Rumänen                   | Magyaren                  | Deutsche                  | andere                    |
| ------------ | ------------ | ------------------------- | ------------------------- | ------------------------- | ------------------------- |
| 1850         | 2.196        | 17                        | 2.148                     | 7                         | 24                        |
| 1920         | 2.410        | 290                       | 2.068                     | 36                        | 16                        |
| 1941         | 2.660        | 2                         | 2.603                     | 32                        | 23                        |
| 1966         | 2.583        | 23                        | 2.495                     | 2                         | 63                        |
| 2002         | 2.348        | 24                        | 2.245                     | -                         | 79                        |
| 2011         | 2.322        | 19                        | 2.263                     | -                         | 40                        |
| 2021         | 2.227        | 11                        | 2.130                     | -                         | 86 (9 Roma)               |

Seit 1850 wurde in der heutigen Gemeinde Sânmartin die höchste Einwohnerzahl und die der Magyaren 1941 ermittelt. Die höchste Anzahl der Rumänen wurde 1920, die der Roma (79) 2002 und die der Rumäniendeutschen wurde 1920 ermittelt. Im eingemeindeten Dorf Ciucani wurden 1966 60 Ukrainer registriert.

## Sehenswürdigkeiten

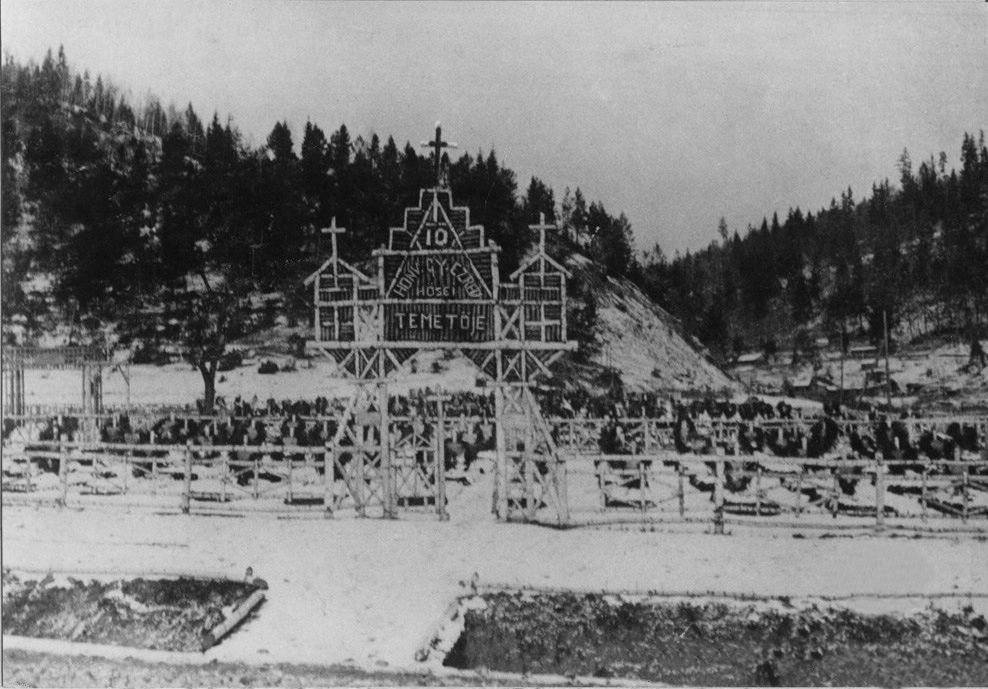
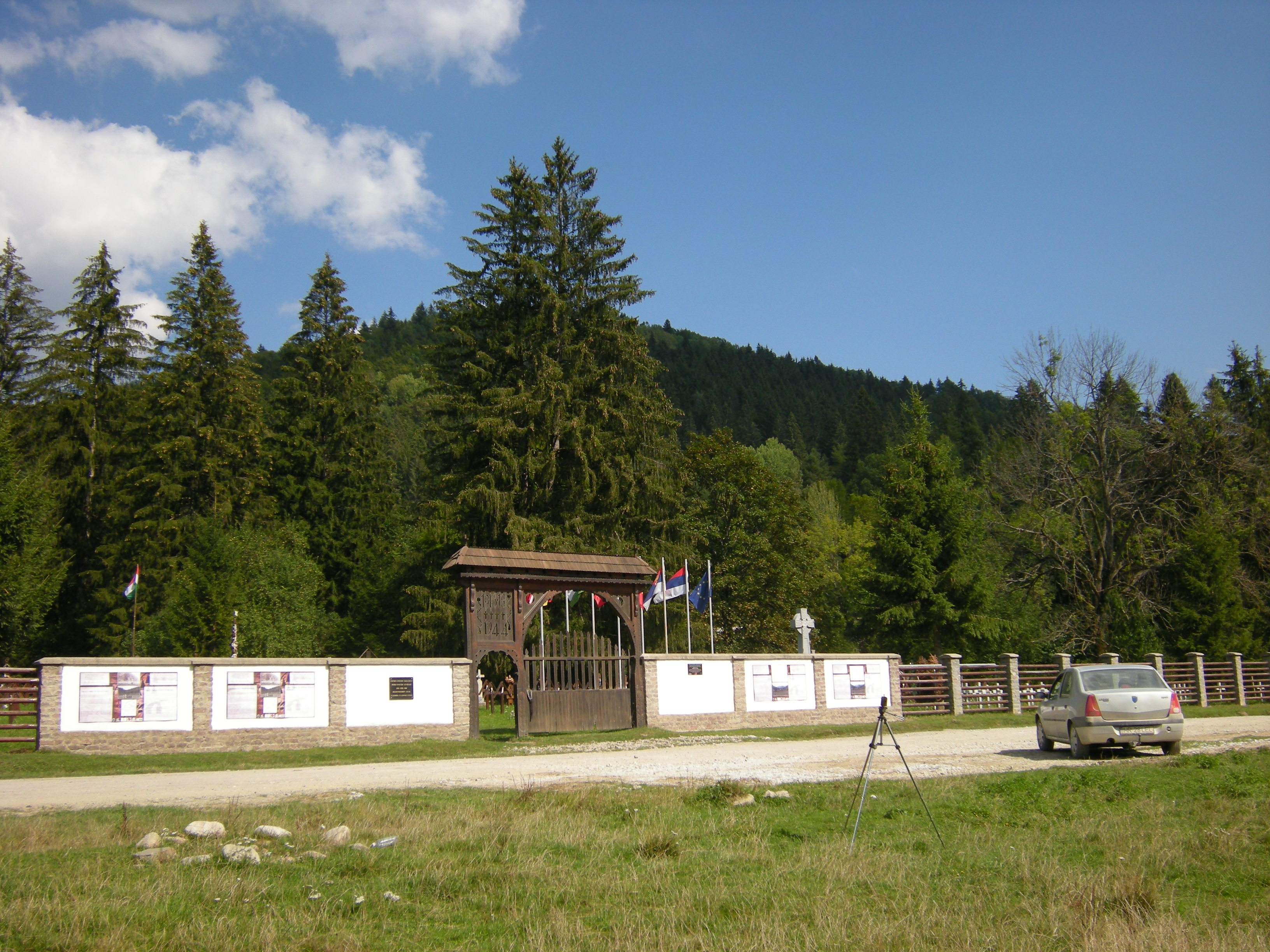
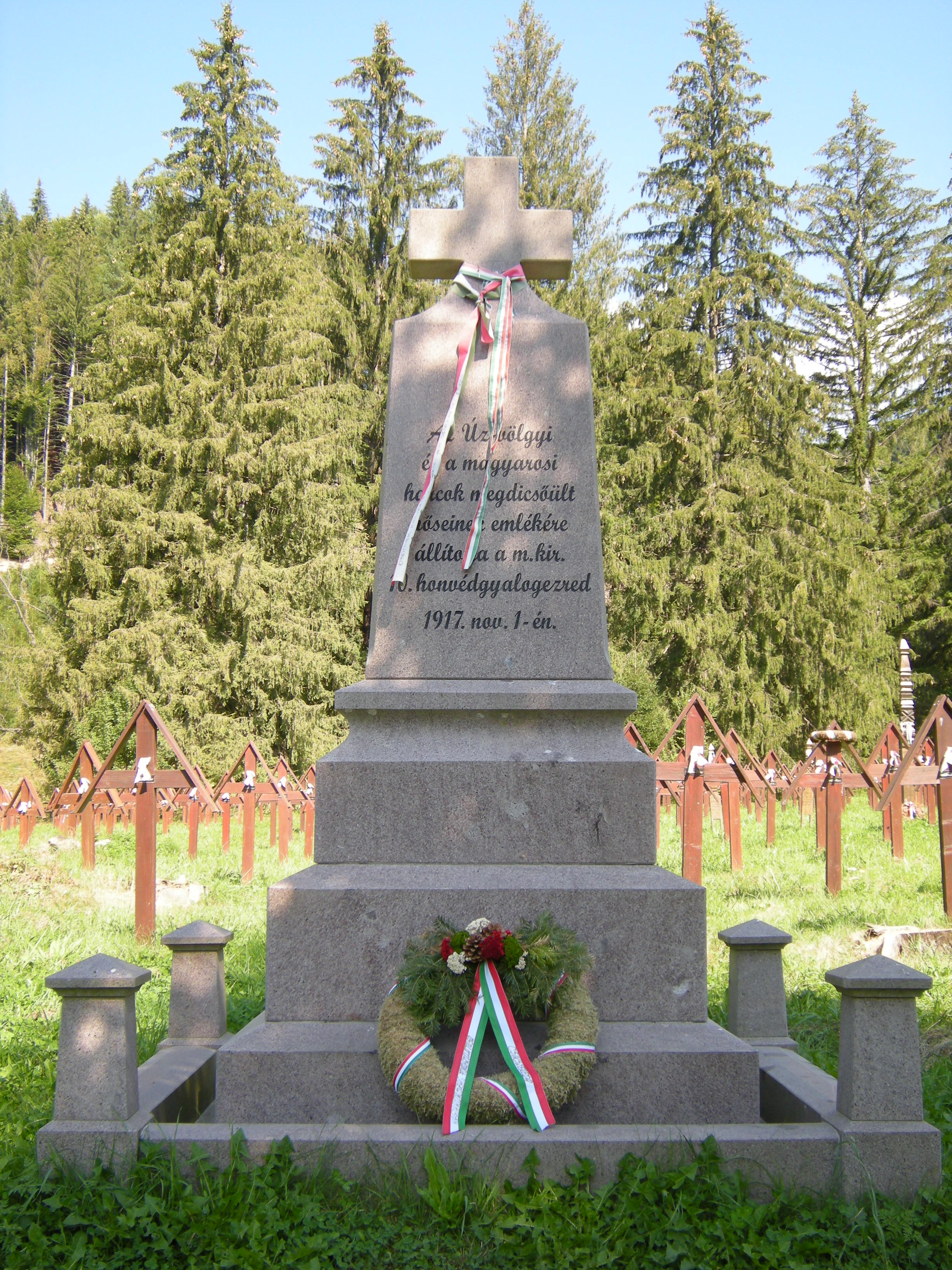
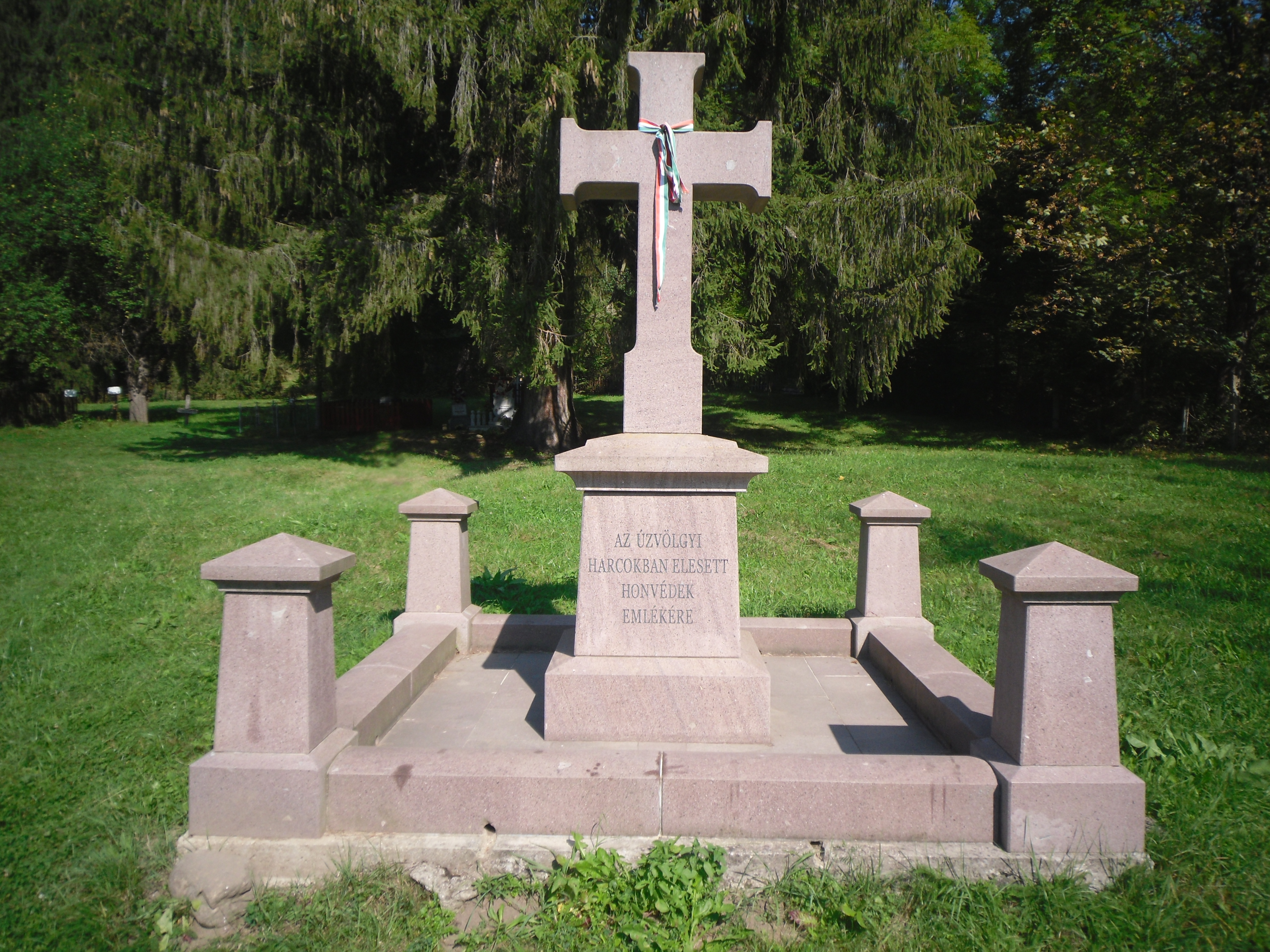

- Im eingemeindeten Dorf Valea Uzului (ungarisch Úzvölgy) befindet sich eine Kriegsgräberstätte[10] der hier und in der näheren Umgebung (dem ehemaligen Dorf Poiana Uzului) im Ersten Weltkrieg gefallenen Soldaten. Laut dem Verzeichnis historischer Denkmäler des Ministeriums für Kultur und nationales Erbe (Ministerul Culturii și Patrimoniului Național) steht diese unter Denkmalschutz.[6] Das Ministerium hat eine Liste von 600 in den Jahren 1916 und 1917 gefallenen Soldaten veröffentlicht, von denen 332 Soldaten hier in Valea Uzului in der Kriegsgräberstätte beerdigt sind.[11]
- In Sânmartin stehen die römisch-katholische Kirche Sf. Martin[12] (1750 bis 1825 errichtet) und deren Kirchenmauern (im 19. Jahrhundert errichtet) unter Denkmalschutz, ebenso eine römisch-katholische Kapelle (1564 errichtet und 1743 erneuert).[6]